# Lotus T127
Lotus T127 – samochód Formuły 1 zaprojektowany przez Mike’a Gascoyne'a, Marka Tathama i Jeana-Claude’a Migeota dla zespołu Lotus Racing. Model ten wziął udział w sezonie 2010 i był pierwszym samochodem Lotusa ścigającym się w Formule 1 od sezonu 1994, kiedy to uczestniczyły Lotus 107C i Lotus 109. Kierowcami samochodu byli Jarno Trulli (który wcześniej jeździł dla Minardi, Prosta, Jordana, Renault i Toyoty) oraz Heikki Kovalainen (były kierowca Renault i McLarena). Samochód, napędzany przez silniki Cosworth, nie był konkurencyjny, przez co Lotus nie był w stanie nawiązać rywalizacji z najlepszymi dziewięcioma zespołami sezonu i nie zdobył ani punktu, ale okazał się najlepszy spośród zespołów, które debiutowały w 2010 roku (były to Lotus, HRT i Virgin). Lotus sezon zakończył na dziesiątym miejscu w klasyfikacji konstruktorów. Następcą modelu był Lotus T128.

## Tło

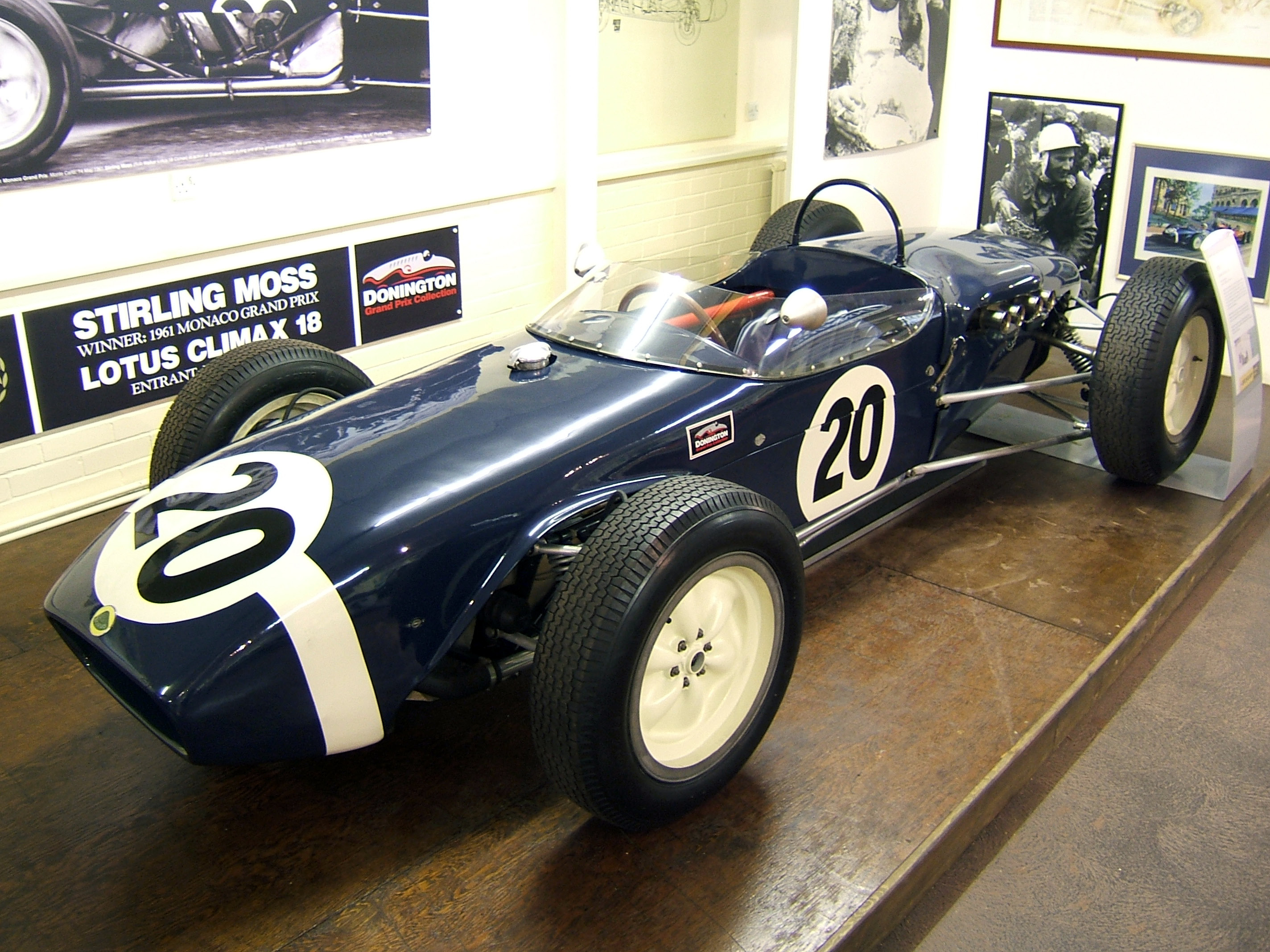
Lotus 18

Lotus jest jednym z najbardziej utytułowanych konstruktorów w Formule 1. Wydzielony w 1954 roku przez Colina Chapmana ze spółki Lotus Engineering Ltd. Team Lotus zadebiutował w Formule 1 w roku 1958. Pierwsze zwycięstwo jako konstruktor Lotus w Formule 1 odniósł podczas Grand Prix Monako 1960, kiedy to Lotusem 18 zwyciężył ścigający się dla zespołu R.R.C. Walker Racing Team Stirling Moss, natomiast jako zespół Team Lotus po raz pierwszy triumfował podczas Grand Prix USA 1961, kiedy to wygrał Innes Ireland. Pierwszy tytuł mistrzowski zarówno w klasyfikacji kierowców (Jim Clark), jak i konstruktorów Lotus zdobył w sezonie 1963. Ogólnie Lotus zdobył sześć tytułów w klasyfikacji kierowców i siedem w klasyfikacji konstruktorów. Na początku lat dziewięćdziesiątych zespół zaczął przeżywać problemy finansowe, a po Grand Prix Włoch 1994 na skutek długów został przejęty przez zarząd komisaryczny. 17 stycznia 1995 roku właściciel Team Lotus, David Hunt, wskutek zadłużenia zespołu zamknął jego siedzibę.
W 1996 roku malezyjskie przedsiębiorstwo motoryzacyjne Proton zakupiło 63,75% udziałów w Lotus Cars. Od tamtego czasu wielokrotnie pojawiały się doniesienia, że Lotus chce wrócić do Formuły 1.
W 2009 roku Fédération Internationale de l’Automobile zaproponowała tzw. podwójny system, tj. możliwość ograniczenia budżetu zespołów przy większej swobodzie technicznej. Była to jedna z przyczyn konfliktu FIA-FOTA, podczas którego zespoły zagroziły utworzeniem nowej, alternatywnej dla Formuły 1 serii. 24 czerwca 2009 roku doszło jednak do porozumienia między FIA i FOTA. Perspektywa limitu budżetu zachęciła wiele zespołów do wysłania swoich aplikacji jako kandydatów na zespoły w stawce w sezonie 2010. Wśród chętnych byli między innymi Brabham Grand Prix, Epsilon Euskadi, Lola Racing Cars, March Engineering czy Prodrive F1. Ostatecznie jako trzy nowe zespoły FIA wybrała Campos Grand Prix, Manor Grand Prix i Team US F1.
Jednym z kandydatów na miejsce w stawce w sezonie 2010 był zespół Litespeed, który miał zamiar startować pod nazwą Team Lotus. Grupa Lotus odcięła się jednak od tego projektu. We wrześniu 2009 roku, po wycofaniu się z rywalizacji BMW Sauber, na przejęcie wolnego miejsca chętne były trzy zespoły, a wśród nich Lotus. Ostatecznie FIA wybrała Lotusa. Zespół ten – początkowo pod nazwą Lotus F1 Team, następnie Lotus F1 Racing, a ostatecznie Lotus Racing – otrzymał wsparcie rządu Malezji i malezyjskich przedsiębiorców oraz licencję od Protona na używanie nazwy Lotus. Zespół otrzymał także wsparcie Clive’a i Hazel Chapmanów (odpowiednio syna i żony Colina Chapmana). Szefem zespołu został Tony Fernandes, a dyrektorem technicznym Mike Gascoyne. Zespół ulokował swoją siedzibę w Hingham, w dawnej fabryce zespołu TOM’s.
Głównym celem Lotusa było pokonanie pozostałych nowych zespołów. Gascoyne wyrażał jednak nadzieję, że Lotus będzie w stanie nawiązać rywalizację z zespołami środka stawki, takimi jak Toro Rosso czy Force India.

### Lotus T127

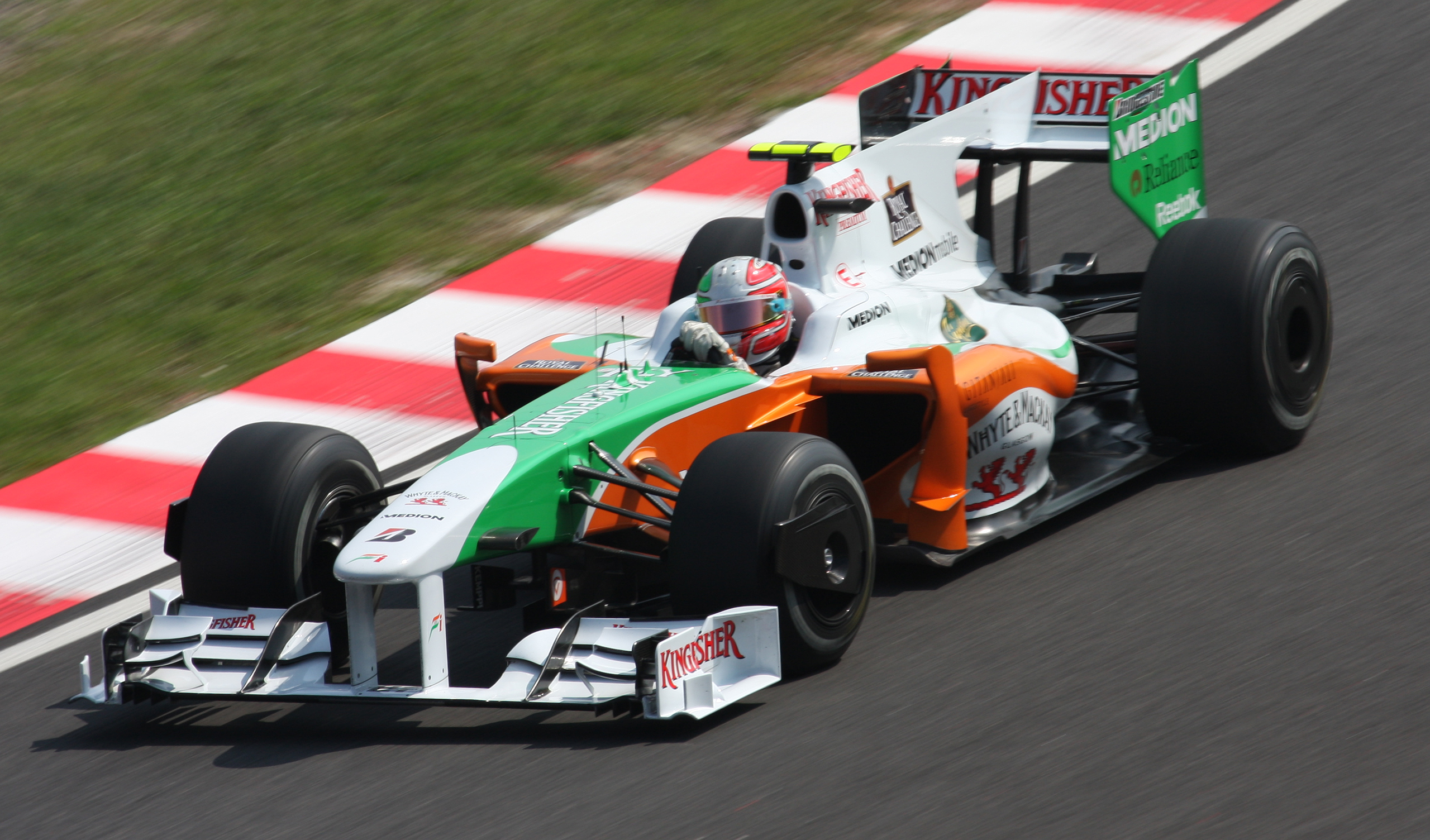
Force India VJM02

Lotus odrzucił propozycję Toyoty, która oferowała do sprzedaży model TF110, i zdecydował się na zbudowanie własnego samochodu, oznaczonego symbolem T127 (127 samochód Lotusa). Jego projektantami byli Mike Gascoyne (dyrektor techniczny), Mark Tatham (główny projektant) i Jean-Claude Migeot (szef-konsultant ds. aerodynamiki). W przeciwieństwie do Virgin Racing (dawniej Manor Grand Prix), który planował zaprojektować swój samochód przy użyciu jedynie obliczeniowej mechaniki płynów (bez użycia tunelu aerodynamicznego), Lotus użył tunelu aerodynamicznego, z którego zaczął korzystać już miesiąc po otrzymaniu miejsca w stawce, tj. w połowie października. Ze względu na małą ilość czasu model został zaprojektowany w pośpiechu, a niektóre jego elementy zostały wykonane z aluminium lub stali zamiast z węgla. Ponadto wiele ważnych elementów samochodu zostało zaprojektowanych bez użycia tunelu aerodynamicznego. Co więcej, na początku listopada Force India oskarżył Lotusa o to, że samochód malezyjskiego zespołu jest łudząco podobny do Force India VJM02. Podobieństwo miało wynikać stąd, że Force India miało długi wobec właściciela tunelu aerodynamicznego, z którego korzystał Lotus podczas prac nad modelem T127, a wcześniej Force India nad samochodem VJM02 – firmy Aerolab. Firma Fondtech (właściciel Aerolab) zatrzymała model VJM02, który był używany w jej tunelu do testów, i miał on rzekomo posłużyć przy projektowaniu Lotusa T127. Aerolab stanowczo zaprzeczył, jakoby wraz z Lotusem naruszyli własność intelektualną Force India. Mimo to na początku czerwca 2010 roku zespół Force India podał Lotusa do sądu, zarzucając mu naruszenie własności intelektualnej. W marcu 2012 roku sąd orzekł, że Lotus i Aerolab naruszyli własność intelektualną Force India. Po ogłoszeniu wyroku Force India zwróciło się do FIA, by organ ten zbadał sprawę.

## Silnik i skrzynia biegów

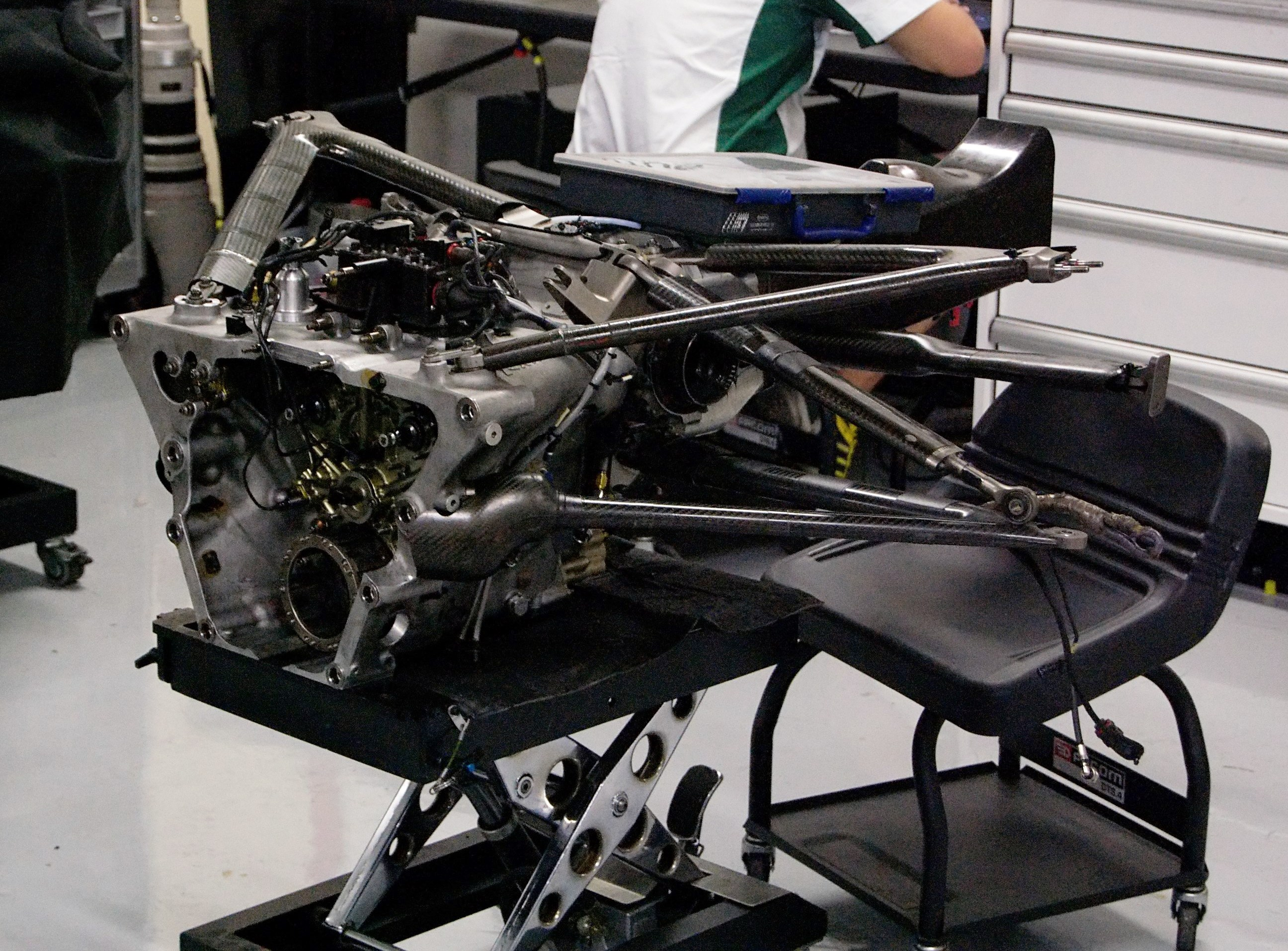
Skrzynia biegów używana w Lotusie T127

Lotus T127 był napędzany przez ośmiocylindrowe widlaste silniki Cosworth CA2010 o pojemności 2400 cm³. Cosworth był firmą, która w 2008 roku wygrała przetarg na dostawę niskobudżetowych silników od sezonu 2010. Serb Zoran Stefanović – właściciel zespołu Stefan Grand Prix, który nie został przyjęty do stawki – złożył na początku sierpnia zażalenie do Komisji Europejskiej, w którym poinformował, że na kandydatach zostało wymuszone użycie silników Coswortha.
Czterosuwowy wolnossący, zamontowany wzdłużnie silnik CA2010 dysponował mocą około 720 KM. Jego osiem cylindrów w konfiguracji „V” było usytuowanych względem siebie pod kątem 90°. Głowice cylindrów i tłoki zostały wykonane ze stopów aluminium, a wał korbowy ze stali. 32 zawory były napędzane pneumatycznie. Maksymalna liczba obrotów zgodnie z przepisami została ograniczona do 18 000 rpm. Na rozrząd składały się podwójne górne wałki rozrządu (DOHC) napędzane z wału korbowego przez przekładnię zębatą. Średnica cylindra wynosiła poniżej 98 mm. Silnik CA2010 był silnikiem o wtrysku wielopunktowym: na jeden cylinder przypadał jeden wtryskiwacz, w sumie osiem. Silnik posiadał osiem cewek zapłonowych, obsługujących świece Champion. Moment obrotowy przekazywany był na tylne koła (samochód miał tylny napęd).
W trakcie sezonu Rubens Barrichello i Lucas Di Grassi wyrazili niezadowolenie z silników Coswortha twierdząc, że jednostki te mają niedostatki mocy i są zbyt słabe na prostych.
Siedmiobiegowa skrzynia biegów została wyprodukowana przez Xtrac. Była ona zamontowana wzdłużnie. Wielotarczowe sprzęgło z włókna węglowego zostało wyprodukowane przez AP Racing.
Układy elektroniczne były wyprodukowane przez McLarena oraz Lotusa.

## Nadwozie i zawieszenie
Konstrukcja nadwozia typu monocoque została wykonana z włókna węglowego o strukturze plastra miodu i kompozytów. Samochód miał wysoko podniesiony, wąski nos, a na przednim spojlerze zamontowano dodatkowe, małe skrzydełka. Deflektory pionowe przybrały stosunkowo prosty, trójkątny kształt. Sekcje boczne były konwencjonalne, a pokrywa silnika nie zawierała tzw. „płetwy rekina”. Tył samochodu był wzorowany na Red Bullu RB5, wyjąwszy podwójny dyfuzor, zakazany po sezonie 2009. Zespół przyznał później, że projekt samochodu był konserwatywny.
Średnica kół wynosiła 13 cali. Opony zostały wyprodukowane przez Bridgestone, a felgi – przez BBS. Na układ hamulcowy składały się zaciski produkcji AP Racing, a także tarcze i klocki hamulcowe wyprodukowane przez Hitco. Zespół utrzymywał, że ze względu na brak danych był zmuszony do stworzenia przewodów hamulcowych maksymalnych rozmiarów.
Zawieszenie zostało wykonane z włókna węglowego. Zarówno na przednie, jak i tylne zawieszenie składały się podwójne wahacze i popychacze z belką skrętną operujące znajdującymi się wewnątrz sprężynami oraz amortyzatorami. Amortyzatory zostały wykonane przez Penske.
Masa samochodu wynosiła 620 kg. Jego długość to około 5000 mm, szerokość – 1800 mm, a wysokość 950 mm. Rozstaw osi wynosił 3250 mm.

## Kierowcy

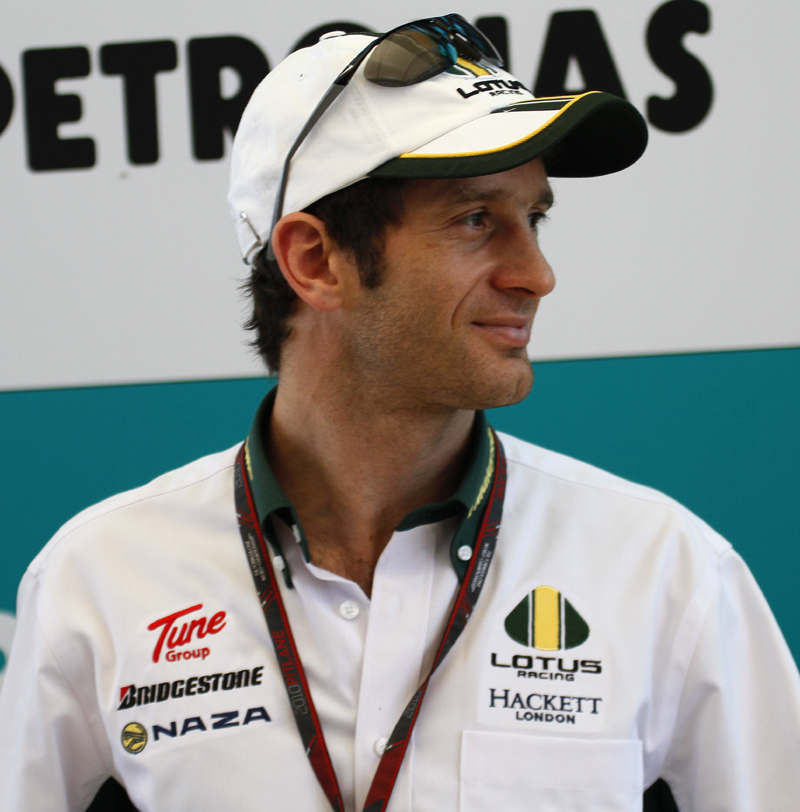
Jarno Trulli

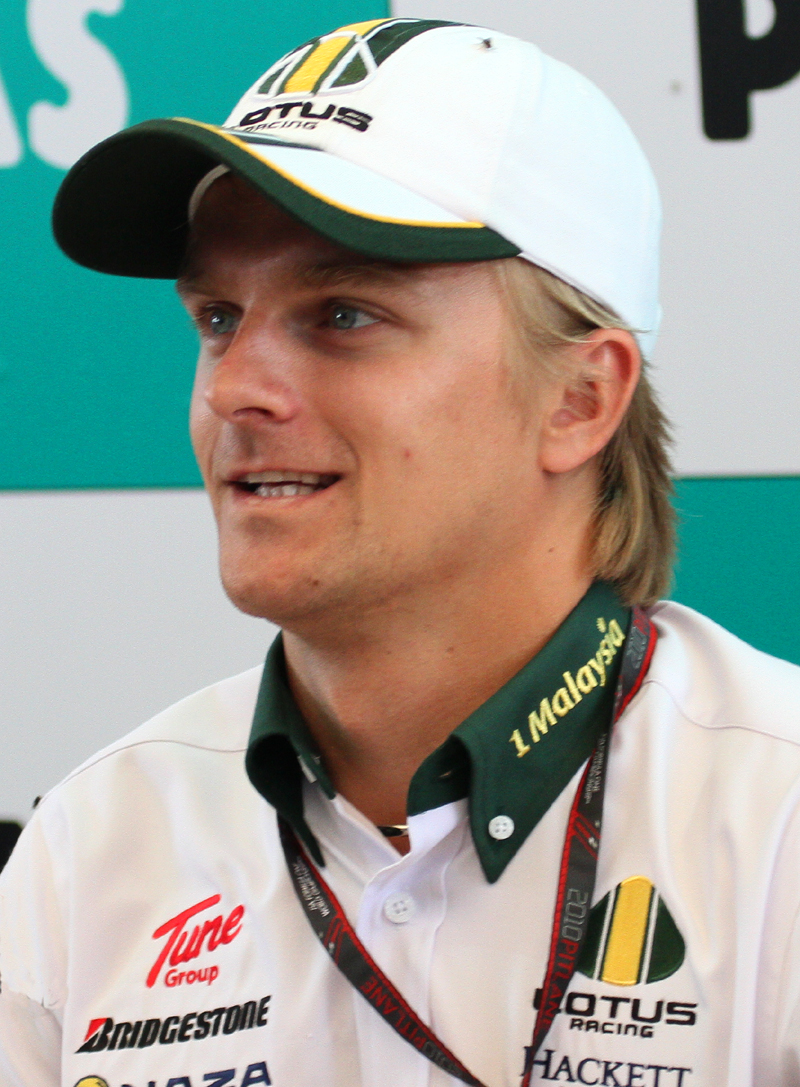
Heikki Kovalainen

Gdy Lotus otrzymał miejsce w stawce zespołów na sezon 2010, wśród kierowców, którzy mogliby jeździć dla malezyjskiego zespołu, podawano między innymi Jarno Trullego, Fairuza Fauzyego, Christiana Kliena, Kamuiego Kobayashiego, Jacques’a Villeneuve’a czy Takumę Satō. 14 grudnia Lotus Racing ujawnił, że jego podstawowymi kierowcami w sezonie 2010 będą Jarno Trulli i Heikki Kovalainen, a na kierowcę rezerwowego wybrano Fairuza Fauzyego.
Włoch Jarno Trulli odnosił wiele sukcesów w kartingu, zostając między innymi mistrzem świata Formuły C w 1994 roku. W 1995 roku zadebiutował w wyścigach samochodów jednomiejscowych. W 1996 roku został mistrzem Niemieckiej Formuły 3. Rok później zadebiutował w Formule 1 w zespole Minardi, ale gdy kontuzję odniósł kierowca Prosta, Olivier Panis, Trulli zastąpił go w tym zespole. Włoch prowadził podczas Grand Prix Austrii i zajął czwarte miejsce w Grand Prix Niemiec. Na następne dwa sezony pozostał w Prost Grand Prix, zajmując między innymi drugie miejsce w Grand Prix Europy 1999. Na sezon 2000 przeszedł do Jordana, gdzie ścigał się także w roku 2001. Nie odniósł tam jednak znaczących sukcesów i po sezonie 2001 przeszedł do Renault. W 2004 roku odniósł swoje jedyne zwycięstwo, podczas Grand Prix Monako. Mimo to przed zakończeniem sezonu został zwolniony z Renault, po czym przeszedł do Toyoty. W Toyocie ścigał się do 2009 roku włącznie. W okresie startów dla tego zespołu zdobył 2 pole positions i siedem miejsc na podium, ale nie wygrał ani razu. Mike Gascoyne powiedział, że uważa Trullego za jednego z najszybszych kierowców na pojedynczym okrążeniu.
Fiński kierowca Heikki Kovalainen jako kierowca kartingowy odnosił obiecujące wyniki, a w 2000 roku został wybrany Kartingowym Kierowcą Roku w Finlandii. W 2001 roku zadebiutował w wyścigach samochodów jednomiejscowych. Rok później był trzeci w Brytyjskiej Formule 3. W 2003 roku został wicemistrzem serii World Series by Nissan, a rok później – mistrzem. W 2005 roku był drugi w Serii GP2. W Formule 1 zadebiutował w 2007 roku w Renault, zdobywając punkty w swoim drugim wyścigu oraz drugie miejsce w Grand Prix Japonii. Na sezon 2008 został kierowcą McLarena, jednak osiągał gorsze wyniki od zespołowego kolegi, Lewisa Hamiltona. Mimo tego zdołał wygrać swój pierwszy wyścig, Grand Prix Węgier. W 2009 roku został w McLarenie, ale sytuacja powtórzyła się: Kovalainen nadal osiągał gorsze wyniki od Hamiltona. Na sezon 2010 Kovalainena w McLarenie zastąpił mistrz świata, Jenson Button. Zatrudniając Kovalainena w Lotusie Gascoyne oznajmił, że Fin ma coś do udowodnienia jako kierowca Formuły 1 po jeździe w McLarenie, gdzie zdaniem Gascoyne'a nie był sprawiedliwie traktowany.
Kierowca testowy Lotusa, Malezyjczyk Fairuz Fauzy samochodami jednomiejscowymi zaczął ścigać się w 2000 roku, kiedy to był kierowcą w Brytyjskiej Formule Ford. Rok później ścigał się w Brytyjskiej Formule Renault 2.0. W roku 2002 zadebiutował w Brytyjskiej Formule 3, gdzie ścigał się do 2004 roku. W 2005 roku zadebiutował w Serii GP2, jednak nie zdołał zdobyć ani punktu. Podobna sytuacja miała miejsce w sezonie 2006. W latach 2008–2009 ścigał się w World Series by Renault. W 2009 roku został wicemistrzem tej serii.

## Prezentacja i testy
Pierwszego uruchomienia silnika w samochodzie dokonano 6 lutego, a pierwszego testu – trzy dni później. Pierwszy test (tzw. shakedown) przeprowadził Fairuz Fauzy na torze Silverstone. Oficjalnie samochód został zaprezentowany 12 lutego w londyńskiej Royal Horticultural Hall w obecności 500 gości. Samochód został pomalowany w klasyczne, zielono-żółte barwy Lotusa. Na pokrywie silnika umieszczone zostało logo z napisem "Lotus Racing". Z boku samochodu naklejono loga Tune Group oraz 1Malaysia, na tylnym spojlerze – Naza Group, a na nosie Protona.
Tony Fernandes wyraził podczas prezentacji zadowolenie z faktu, że w czasie pięciu miesięcy Lotus zdołał wybudować samochód. Mike Gascoyne dodał, że okres ten był jednym z najbardziej wymagających w jego karierze, ale ten fakt motywował go do wysiłku. Fernandes i Gascoyne zgodnie określili T127 jako „piękny samochód”.
Zespół pominął pierwsze dwie sesje testów grupowych, odpowiednio na torach Ricardo Tormo (1–3 lutego) i Jerez (10–13 lutego). Pierwszą grupową sesją testową, w której Lotus wziął udział, była odbywająca się w dniach 17–20 lutego druga sesja na torze Jerez.

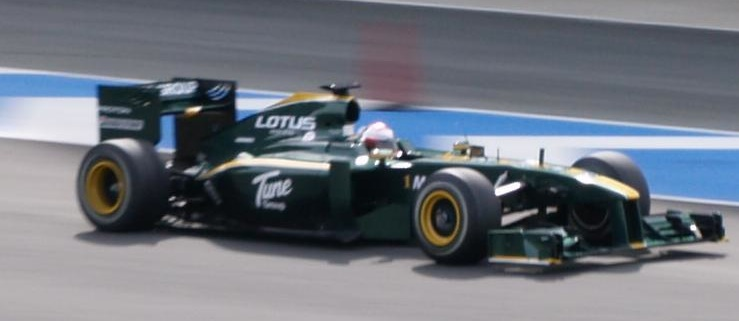
Jarno Trulli podczas testów na torze Circuito Permanente de Jerez 20 lutego 2010 roku

Podczas pierwszego dnia drugiej sesji testów grupowych w Jerez model T127 prowadził Fauzy. W zmiennych warunkach pogodowych jego najlepszy czas wynosił 1:31,848, tj. o 9,255 sekundy gorzej od najszybszego tego dnia Sebastiana Vettela i o 4,528 sekundy gorzej od poprzedzającego go Rubensa Barrichello. Malezyjczyk zdołał jednak tego dnia przejechać 76 okrążeń. Mike Gascoyne był zadowolony z pierwszego dnia testów Lotusa T127, chwaląc jednocześnie Fauzyego za dobrze wykonaną pracę. W drugim, deszczowym dniu testów, kierowcą samochodu był Heikki Kovalainen. Fin zdołał pokonać 30 okrążeń, zanim około południa popełnił błąd i uderzył w barierę z opon. Kovalainen uszkodził przedni spojler, a jako że zespół nie dysponował częściami zamiennymi, oznaczało to zakończenie testów drugiego dnia. Najlepszym czasem fińskiego kierowcy było 1:33,554 (6,409 sekundy straty do najszybszego Rubensa Barrichello, 3,078 sekundy straty do Timo Glocka z innego debiutującego zespołu – Virgin, oraz 0,876 straty do poprzedzającego Kovalainena Sébastiena Buemiego. Kovalainen był ostatni. Trzeciego dnia testów samochód również prowadził Kovalainen. W pierwszej godzinie testów w T127 awarii uległo sprzęgło i Fin zatrzymał się na torze, ale zdołał później kontynuować testowanie. Fin przejechał 68 okrążeń, kończąc trzeci dzień testów na ostatnim miejscu, z czasem 1:23,521 i stratą 4,222 sekundy do pierwszego Marka Webbera i 0,017 sekundy do przedostatniego Lucasa di Grassiego (Virgin). W czwartym, ostatnim dniu testów, za kierownicą samochodu zasiadł Jarno Trulli. Włoch przejechał najwięcej okrążeń ze wszystkich kierowców – 141, ale z czasem 1:23,470 zajął ostatnie miejsce, do pierwszego Jensona Buttona tracąc 4,599 sekundy, a do przedostatniego Timo Glocka – 1,037 sekundy.
Po sesji testowej Kovalainen przyznał, że Lotusowi T127 brakuje docisku aerodynamicznego, a zespół nie rozwinął pakietu aerodynamicznego tak, jak powinien. Wkrótce później dodał, że Lotus T127 jest, szczególnie pod względem aerodynamicznym, gorszym samochodem niż Minardi PS03, który testował w 2003 roku. Jarno Trulli dodał, że widoczną podczas testów niezawodność samochodu zespół osiągnął kosztem jego szybkości. Mike Gascoyne widział w tym szansę dla zespołu na zdobycie punktów, szczególnie w początkowej fazie sezonu.

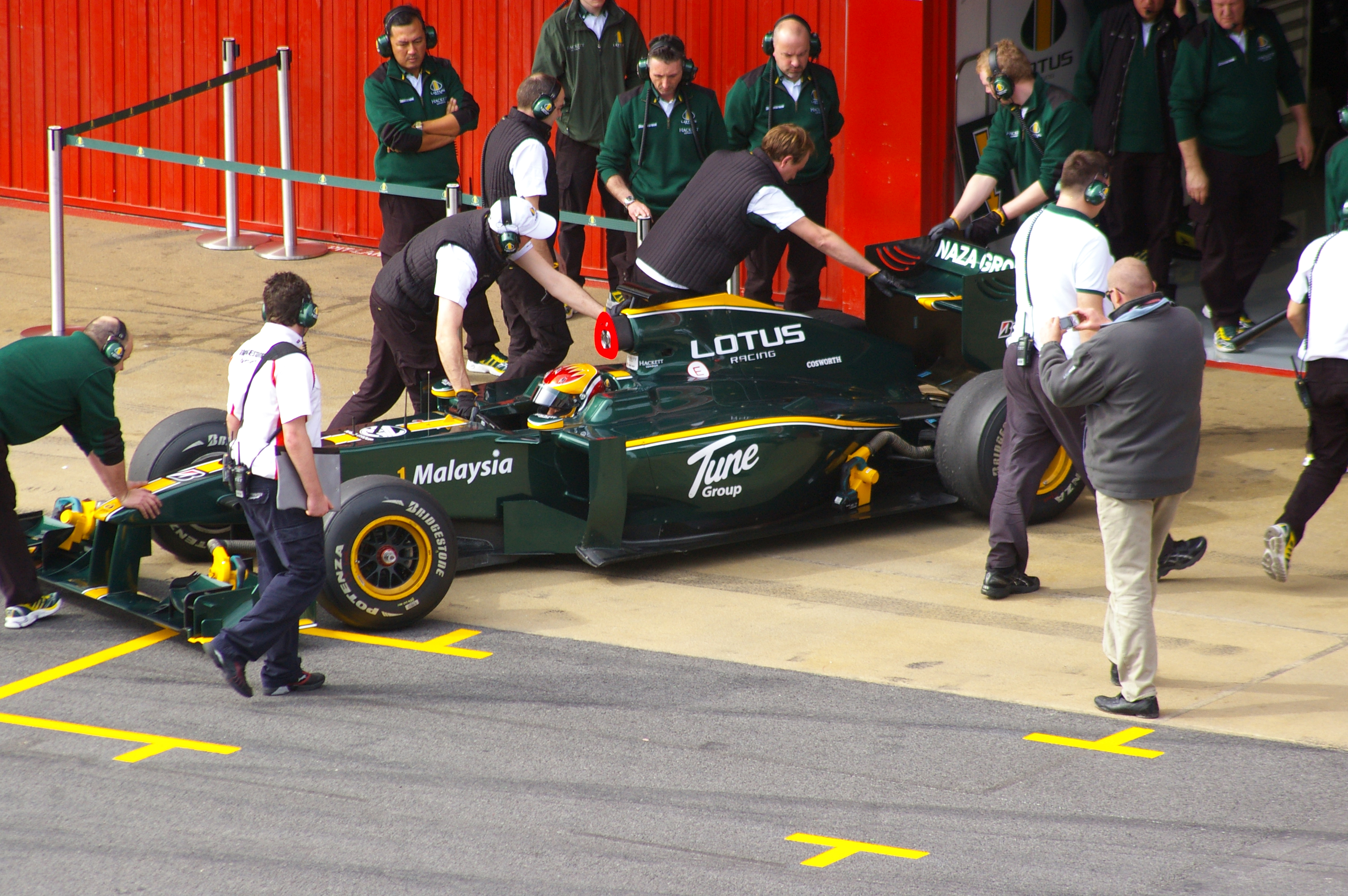
Lotus podczas testów na torze Circuit de Catalunya 25 lutego 2010 roku (w samochodzie Fairuz Fauzy)

W dniach 25–28 lutego odbyły się ostatnie przedsezonowe testy, na torze Circuit de Catalunya. W pierwszym dniu kierowcą Lotusa T127 był Fairuz Fauzy. Fauzy przejechał 76 okrążeń, a jego najlepszym czasem było 1:28,002, co dało Malezyjczykowi ostatnie miejsce. Czas Fauzyego był o 6,515 sekundy gorszy od najszybszego tego dnia Marka Webbera i o 0,945 sekundy gorszy od najlepszego czasu Lucasa di Grassiego. Drugiego dnia samochodem Lotusa jeździł Jarno Trulli. Zdołał on przejechać 70 okrążeń i ustanowić 1:25,524, co było czasem gorszym o 4,910 sekundy od najszybszego Nico Hülkenberga. Trulli był jednak szybszy o 0,418 sekundy od Timo Glocka. Trzeciego dnia Trulli pokonał 102 okrążenia i zakończył testy z czasem 1:25,059. Czas ten był słabszy o 4,373 sekundy od rezultatu najszybszego tego dnia Nico Rosberga, ale Trulli był szybszy od Timo Glocka i Kamuiego Kobayashiego (BMW Sauber). Ostatniego, czwartego dnia, T127 był testowany przez Heikki Kovalainena. Kovalainen w trakcie przejechanych 65 okrążeń ustanowił czas 1:25,251, będąc o 0,909 sekundy szybszym od Lucasa di Grassiego. Czas ten jednak był gorszy o 4,779 sekundy od czasu, który ustanowił Lewis Hamilton.

## T127 w wyścigach
Przed wyścigiem Clive Chapman przekazał mi starą czapkę Lotusa Colina Chapmana i powiedział: „Kiedy wygracie swój pierwszy wyścig, będziesz osobą, która wyrzuci to do góry tak, jak robił to mój ojciec”. To dla mnie wiele znaczyło, to był wspaniały gest i jest czymś w rodzaju przekazania pałeczki jednej z największych dynastii wyścigów samochodowych.

Przed Grand Prix Bahrajnu Tony Fernandes powiedział, że celem zespołu na to Grand Prix jest dojechanie do mety wyścigu. W kwalifikacjach Trulli zajął 20, a Kovalainen 21 miejsce; od kierowców Lotusa szybszy był Timo Glock. Czasy 1:59,852 (Trulli) i 2:00,313 (Kovalainen) były o ponad pięć sekund gorsze od najszybszego w pierwszej części kwalifikacji (Q1) Fernando Alonso. Wskutek zamieszania na starcie wyścigu Kovalainen awansował na siedemnastą pozycję, ale szybko został wyprzedzony przez Roberta Kubicę i Adriana Sutila. Trulli tymczasem nie zyskał pozycji, ponieważ wjechał w żwir. Obaj kierowcy jechali na jeden pit stop. Na czterdziestym siódmym okrążeniu w samochodzie Trullego awarii uległ układ hydrauliczny, ale Włoch został sklasyfikowany na siedemnastym miejscu. Kovalainen dojechał do mety na piętnastej pozycji. Komentując ten rezultat Fernandes powiedział, że jest „zupełnie wniebowzięty”, a Gascoyne dodał, że jest dumny z każdej osoby w zespole. Dziennikarz James Allen pochwalił Lotusa za bezawaryjność ich samochodów, dodając, że T127 może być w dalszej części sezonu bardziej konkurencyjny.

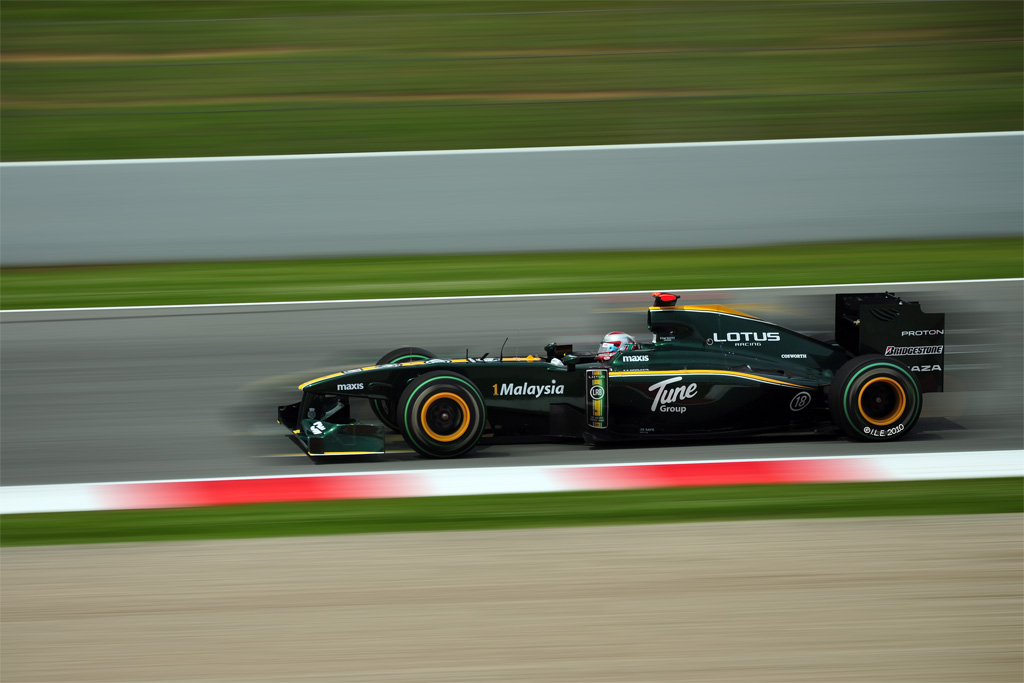
Jarno Trulli podczas Grand Prix Hiszpanii

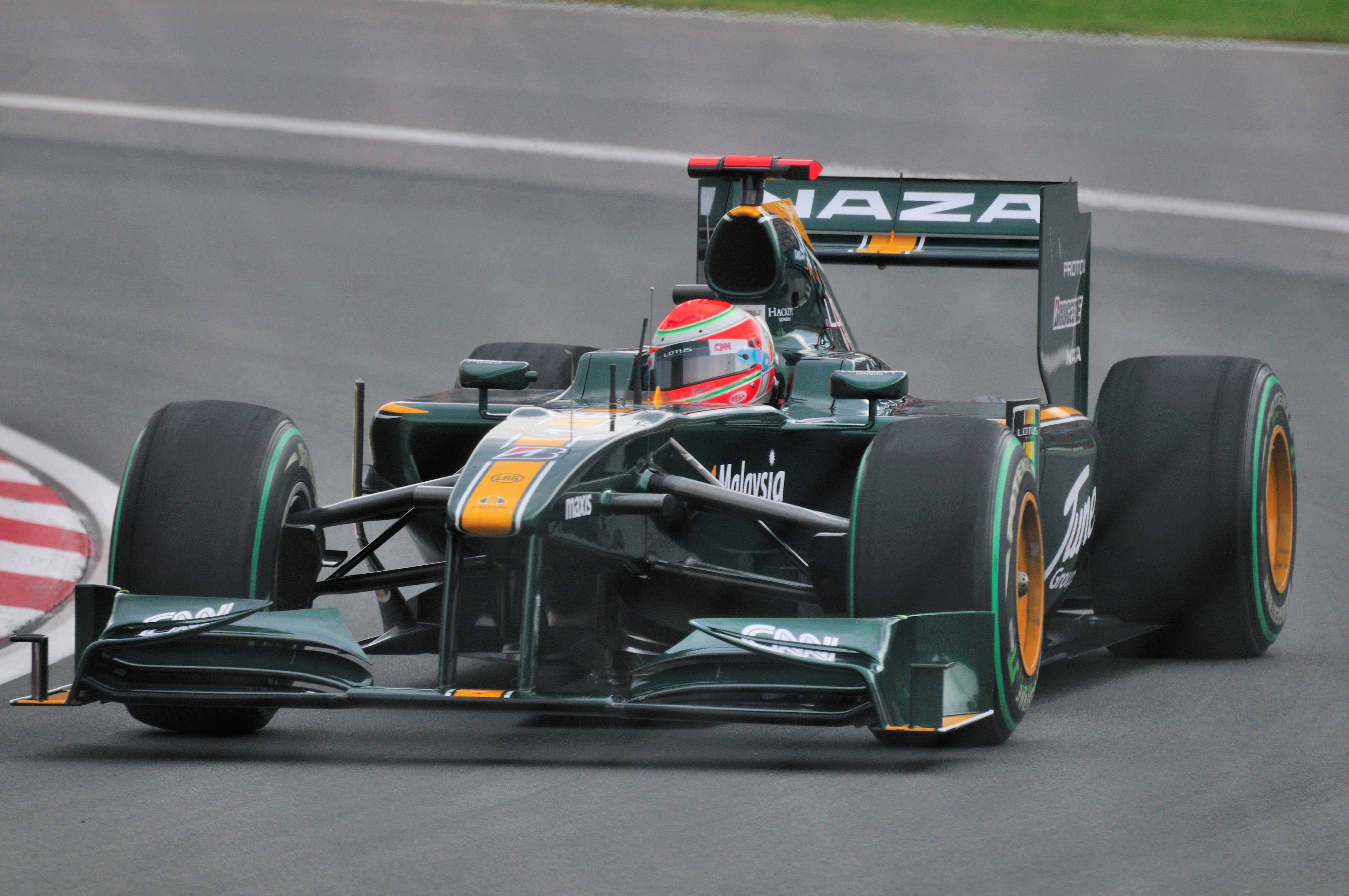
Jarno Trulli podczas Grand Prix Kanady

W kwalifikacjach do Grand Prix Australii kierowcy Lotusa okazali się najszybszymi spośród kierowców nowych zespołów: Kovalainen był dziewiętnasty (1:28,797), a Trulli dwudziesty (1:29,111). Do osiemnastego Witalija Pietrowa Kovalainen stracił jednak 2,3 sekundy. Do wyścigu Trulli nie zdołał wystartować ze względu na awarię układu hydraulicznego. Kovalainen natomiast obrał taktykę na jeden pit-stop – co, jak później przyznał, mogło być błędem – i finiszował na przedostatniej, trzynastej pozycji.

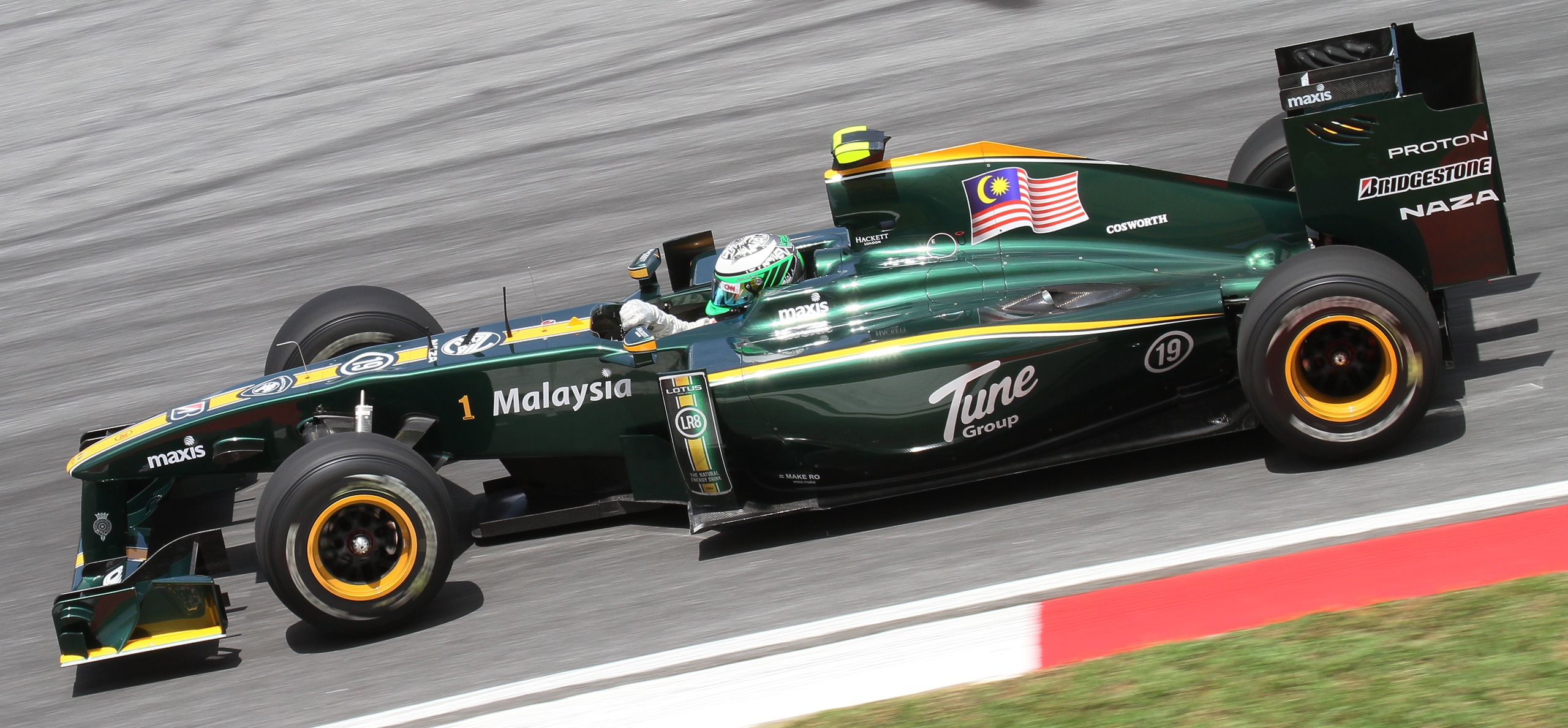
Heikki Kovalainen podczas Grand Prix Malezji

W trakcie pierwszego treningu do Grand Prix Malezji Kovalainena zastąpił Fauzy. Kwalifikacje do Grand Prix Malezji odbywały się w deszczu. Na skutek taktycznych błędów zespołów McLaren i Ferrari, czekających na polepszenie warunków, Heikki Kovalainen awansował do drugiej części kwalifikacji (Q2) i zakończył je z czasem 1:52,270, co dało mu piętnaste pole startowe. Trulli w Q1 uzyskał czas 1:52,884 i startował z osiemnastego miejsca. Na starcie wyścigu Kovalainen spadł na 21 miejsce. Na drugim okrążeniu Trulli został uderzony przez Glocka i spadł na 22 miejsce. Na 11 okrążeniu Kovalainen podjął próbę wyprzedzenia Lucasa di Grassiego, podczas której doszło do kontaktu tych kierowców. Na jego skutek w samochodzie Kovalainena pękła tylna opona, ale Fin zdołał wolno dojechać do boksów, gdzie wymieniono koła. Na 18 okrążeniu Fin ponownie zjechał do alei serwisowej, a jego samochód został zepchany do garażu. Kovalainen zdołał później powrócić do wyścigu, chociaż miał już dziewięć okrążeń straty do lidera. Ostatecznie w wyścigu był osiemnasty, ale ze względu na przejechanie mniej niż 90% dystansu wyścigu nie został sklasyfikowany. Trulli natomiast był siedemnasty, finiszując za di Grassim i kierowcami HRT. Mike Gascoyne zapewnił, że zespół nie przejmuje się słabym występem w Grand Prix Malezji.
W trakcie kwalifikacji do Grand Prix Chin Kovalainen stracił kontrolę nad samochodem i wypadł z toru, ale mógł kontynuować jazdę. Trulli ukończył sesję kwalifikacyjną na dwudziestym miejscu, uzyskując czas 1:39,399. Kovalainen z czasem 1:39,520 był tuż za Trullim. Od obu kierowców lepszy okazał się Timo Glock. Na początku wyścigu zaczęło mżyć i niektórzy kierowcy – wśród nich Trulli – zdecydowali się zmienić opony na przejściowe. Na taki manewr nie zdecydował się Kovalainen, przez co na ósmym okrążeniu jechał na szóstym miejscu. Trulli w późniejszej części wyścigu miał problemy z samochodem, przez co musiał zjechać do boksów. Na dwudziestym siódmym okrążeniu Włoch wycofał się z rywalizacji, a przyczyną tego była awaria układu hydraulicznego. Kovalainen wyścig ukończył na czternastym miejscu, wyprzedzając między innymi kierowcę Williamsa, Nico Hülkenberga, który sześciokrotnie był w boksach.
Na Grand Prix Hiszpanii Lotus postanowił wprowadzić pakiet poprawek, w tym poprawioną aerodynamikę, przedni spojler o uproszczonej konstrukcji i bardziej ciasną karoserię. Mike Gascoyne powiedział, że te poprawki przyczynią się do polepszenia czasów samochodu o około 1,5–2 sekund.
W kwalifikacjach do Grand Prix Hiszpanii Trulli uzyskał czas 1:24,674, co dało mu dziewiętnaste pole startowe, natomiast Kovalainen z czasem o 0,074 sekundy gorszym od Trullego był dwudziesty. Przed startem wyścigu Kovalainen miał problem ze skrzynią biegów i nie wziął udziału w wyścigu. Trulli w trakcie wyścigu pojechał na jeden pit-stop i mimo że narzekał na prowadzenie samochodu rywalizację zakończył na siedemnastym miejscu, wyprzedzając obu kierowców Virgin Racing.
Kwalifikacje do Grand Prix Monako Kovalainen ukończył z czasem 1:17,094 (osiemnaste miejsce), a Trulli był od niego o cztery setne sekundy wolniejszy (dziewiętnasta pozycja). Na 27 okrążeniu Trulli odbył swój jedyny pit-stop. Mechanicy Lotusa podczas tego pit-stopu mieli problemy z pistoletem przykręcającym koła, wskutek czego Włoch jechał za Karunem Chandhokiem. Na 59 okrążeniu jadący na czternastym miejscu. Kovalainen wycofał się z wyścigu na skutek awarii układu kierowniczego. Na 71 okrążeniu doszło do kolizji Trullego z Chandhokiem po której obaj kierowcy zakończyli rywalizację, jednak Trulli został sklasyfikowany na piętnastej pozycji.
Na Grand Prix Turcji Lotus wprowadził nowy tylny spojler z centralnym wspornikiem oraz nowe części. Sesję kwalifikacyjną kierowcy Lotusa zakończyli odpowiednio na dziewiętnastym (Trulli uzyskał czas 1:30,237) i dwudziestym (Kovalainen z czasem 1:30,519) miejscu. Obaj kierowcy zespołu odpadli z wyścigu na skutek problemów z układem hydraulicznym: Trulli na 33 okrążeniu, a Kovalainen okrążenie później.
W kwalifikacjach do Grand Prix Kanady Kovalainen uzyskał czas 1:18,237, a Trulli – 1:18,698. Dało im to odpowiednio dziewiętnaste i dwudzieste pole startowe. Z powodu kolizji kilku kierowców na starcie wyścigu Kovalainen awansował na 12, a Trulli na 15 miejsce. Po pit-stopach niektórych kierowców (w tym Trullego na piątym okrążeniu) na szóstym okrążeniu Kovalainen jechał na szóstej pozycji. Szybko jednak został wyprzedzony przez innych kierowców, a na 15 okrążeniu odbył pit-stop i spadł na piętnastą lokatę. Trulli odpadł z wyścigu na 43 okrążeniu wskutek problemów z hamulcami, a Kovalainen w wyścigu był szesnasty, finiszując między innymi przed Witalijem Pietrowem z Renault.
Na Grand Prix Europy zespół przygotował kilka poprawek do samochodu oraz specjalne malowanie, upamiętniające 500 Grand Prix Lotusa w Formule 1 (na pokrywie silnika umieszczono liczbę 500). Na Grand Prix to zbudowano nowy egzemplarz (T127-04), który początkowo był przygotowany dla Kovalainena. Jednakże otrzymał je Trulli, jako że narzekał na problemy z balansem starego samochodu i zespół uznał, że korzystne dla Lotusa będzie, aby to właśnie Włoch otrzymał nowy pojazd. Trulli nie chciał się początkowo na to zgodzić, uważając, że byłoby to nieuczciwe wobec Kovalainena, który mógłby to odebrać jako faworyzowanie Trullego.
Kwalifikacje do Grand Prix Europy Trulli ukończył na dziewiętnastym miejscu z czasem 1:40,658 i stratą 1,3 sekundy do poprzedzającego go Kamuiego Kobayashiego. Kovalainen natomiast był dwudziesty z czasem 1:40,882. Na pierwszym okrążeniu Trulli został uderzony z tyłu, przez co jego samochód został uszkodzony i Włoch zjechał na pit-stop. Trulli powrócił na tor, ale z powodu problemów ze skrzynią biegów na czwartym okrążeniu ponownie zjechał do boksów; zdołał jednak powrócić do wyścigu. Na dziewiątym okrążeniu Mark Webber, który odbył już swój pierwszy pit-stop, próbował wyprzedzić Kovalainena i na prostej wjechał w tył samochodu Fina; Australijczyk wzbił się w powietrze, odbił od toru do góry kołami, po czym wylądował na kołach i wjechał w ścianę z opon. Kovalainen tymczasem stracił kontrolę nad pojazdem i uderzył w bandę. Żaden z kierowców nie odniósł obrażeń. Webber obwiniał Kovalainena za kolizję uznając, że Fin zahamował przed zakrętem zbyt wcześnie, natomiast Kovalainen uważał, że Webber ominął swój punkt hamowania. Trulli ukończył wyścig na ostatnim, dwudziestym pierwszym miejscu.
W pierwszym treningu do Grand Prix Wielkiej Brytanii wziął udział Fauzy. W kwalifikacjach Kovalainen był 19 (1:34,405), a Trulli 21 (1:34,864); obu kierowców przedzilił Timo Glock. Kovalainen startował jednak z osiemnastej pozycji po tym, gdy Vitantonio Liuzzi został ukarany przesunięciem o pięć pozycji startowych za blokowanie Nico Hülkenberga w Q2. Na starcie wyścigu Trulli zyskał pięć, a Kovalainen jedną pozycję. Obaj kierowcy Lotusa zostali jednak we wczesnej fazie wyścigu wyprzedzeni przez Liuzziego: Kovalainen na piątym, a Trulli na dziewiątym okrążeniu. Trulli ukończył wyścig na szesnastym miejscu, a Kovalainen finiszował 0,251 sekundy za nim. Fin zdołał jednak zdublować osiemnastego Glocka.
Po Grand Prix Wielkiej Brytanii Lotus zaprzestał rozwijania modelu T127, koncentrując się nad modelem przeznaczonym na sezon 2011.

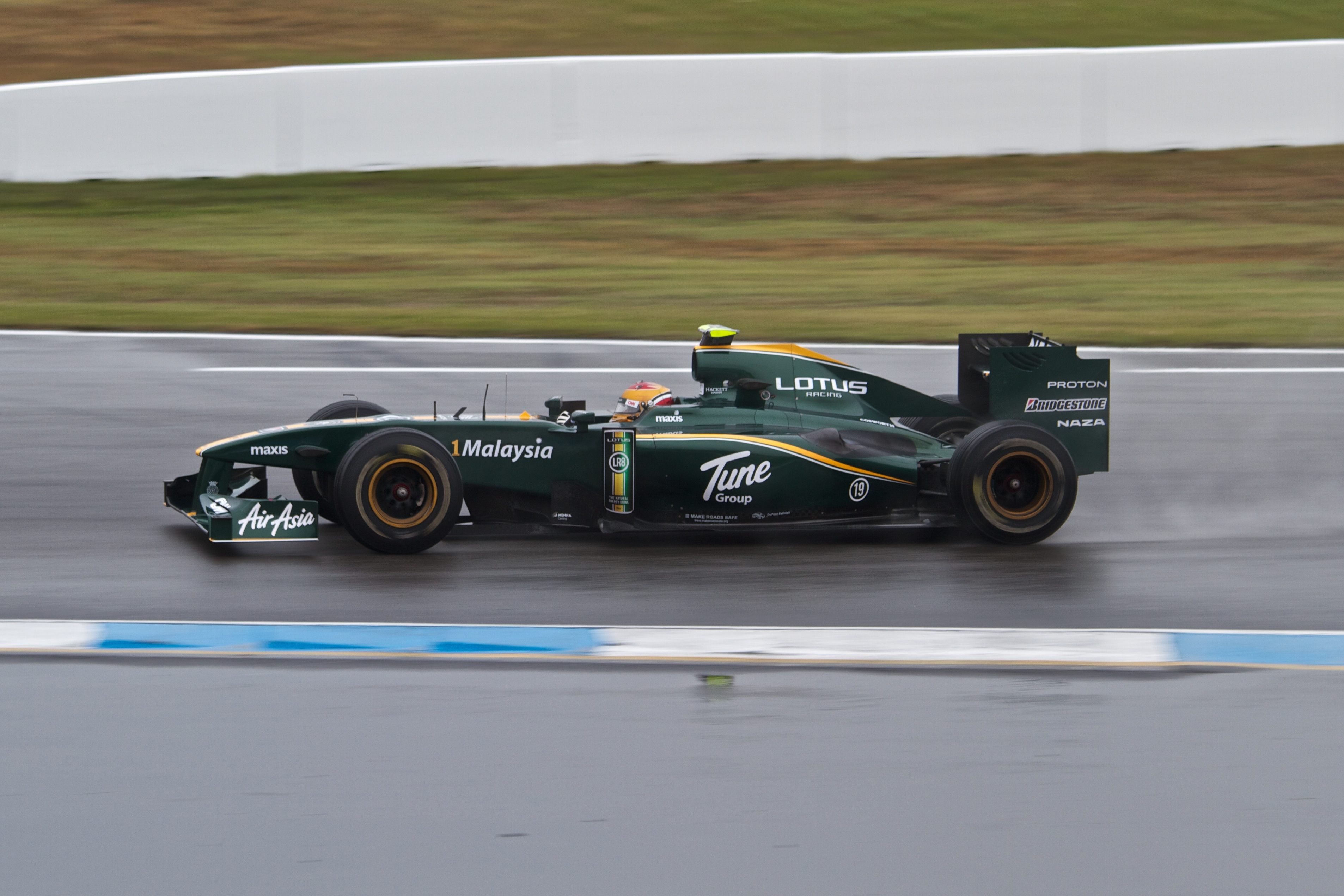
Fairuz Fauzy podczas Grand Prix Niemiec

Podobnie jak to miało miejsce w Grand Prix Wielkiej Brytanii, i w Grand Prix Niemiec Fairuz Fauzy uczestniczył w pierwszym treningu. Sesję kwalifikacyjną Trulli zakończył z czasem 1:17,583, o 0,717 sekundy lepszym od czasu Kovalainena. Dało to kierowcom Lotusa odpowiednio osiemnaste i dziewiętnaste miejsce; okazali się oni lepsi między innymi od Vitantonio Liuzziego, który w szóstej minucie kwalifikacji miał wypadek. Obaj kierowcy malezyjskiego zespołu startowali jednak pozycję wyżej, jako że za wymianę skrzyni biegów na Adriana Sutila nałożono karę cofnięcia o pięć miejsc na starcie. Na pierwszym okrążeniu wyścigu doszło do kolizji kierowców Toro Rosso, dzięki czemu każdy z kierowców Lotusa awansował o dwie pozycje. Jednakże na czwartym okrążeniu Jarno Trulli musiał wycofać się z rywalizacji na skutek awarii skrzyni biegów. Na 57 okrążeniu wyścigu Kovalainena próbował zdublować Pedro de la Rosa, ale Fin nie zauważył Hiszpana i doszło do kontaktu między tymi kierowcami; uszkodzenia w samochodzie Kovalainena okazały się na tyle poważne, że wycofał się z wyścigu.
Mimo że w kwalifikacjach do Grand Prix Węgier Kovalainen uzyskał dwudziesty (1:24,120), a Trulli dwudziesty pierwszy (1:24,199) czas, to kierowcy ci startowali odpowiednio z 19 i 20 miejsca z powodu kary przesunięcia o pięć miejsc, nałożonej na Kamuiego Kobayashiego za zignorowanie wezwania na kontrolę samochodu na koniec Q1. Przed zawodnikami Lotusa znalazł się Timo Glock. Na starcie Trulli wyprzedził Kovalainena, który spadł jeszcze za di Grassiego, którego jednak zdołał później wyprzedzić. Na 15 okrążeniu z powodu faktu, że na torze znajdował się fragment przedniego spojlera Vitantonio Liuzziego, na tor wyjechał samochód bezpieczeństwa i Kovalainen zjechał wówczas na swój pit-stop. Pięć okrążeń później do boksów zjechał Trulli, a po wyjeździe spadł za Fina. Włoch do końca wyścigu nie zdołał wyprzedzić Kovalainena i finiszował 0,888 sekundy za nim, na piętnastej pozycji (Kovalainen był czternasty).
Pierwsza część kwalifikacji do Grand Prix Belgii odbywała się w zmiennych warunkach. W tej sytuacji, korzystając z błędów innych kierowców i wypadku Witalija Pietrowa, do Q2 awansował Kovalainen. Trulli zakończył rywalizację na Q1, uzyskując czas 2:01,491, co dało mu osiemnaste miejsce. W Q2 Kovalainen uzyskał czas 1:50,980 i ukończył kwalifikacje na szesnastym miejscu. Jednakże przed Grand Prix Michael Schumacher za nieprzepisowy manewr w Grand Prix Węgier został ukarany obniżeniem pozycji startowej o 10 miejsc, natomiast po kwalifikacjach kary nałożono także na innych kierowców; dotyczyło to między innymi Nico Rosberga (5 miejsc za wymianę skrzyni biegów), Sébastiena Buemiego (3 miejsca za przyblokowanie Rosberga w Q2) i Timo Glocka (5 miejsc za przyblokowanie Yamamoto w Q1) – w tej sytuacji Kovalainen w wyścigu startował z trzynastego, a Trulli z piętnastego miejsca. Wyścig rozpoczął się przy suchej nawierzchni toru, ale zapowiadano, że w pierwszych dziesięciu minutach spadnie deszcz. Na starcie w samochodzie Kovalainena wystąpiły problemy z silnikiem i Fin był zmuszony aktywować system zapobiegający jego zgaśnięciu, przez co stracił kilka pozycji. Ponadto pod koniec okrążenia Kovalainen uszkodził przedni spojler i zjechał do boksów, a jako że zaczęło padać, fiński kierowca wymienił opony na tzw. opony przejściowe. Wkrótce potem deszcz ustał i dwa okrążenia później Fin jeszcze raz zjechał na pit-stop, wymienić opony na slicki. Trulli natomiast w początkowej fazie wyścigu miał problem z przegrzewaniem tylnych opon, ale problem ten później ustał. Na 33 okrążeniu zaczął padać deszcz. Pod koniec wyścigu na mokrej już nawierzchni obróciło samochód Trullego, ale Włoch zdołał kontynuować jazdę. Ostatecznie Kovalainen ukończył wyścig na szesnastej, a Trulli na dziewiętnastej pozycji; między kierowcami Lotus Racing znaleźli się kierowcy Virgin Racing.
Pierwszego września na lotnisku w brytyjskim Duxford Lotusa T127 poprowadził szesnastoletni Nabil Jeffri. Malezyjczyk dołączył miesiąc wcześniej do programu rozwojowego Lotusa dla młodych kierowców, a w Duxford wykonał serię testów aerodynamicznych oraz pit-stopów. Testy kierowcy Formuły BMW Pacific oznaczały, że był on najmłodszym w historii kierowcą, który prowadził samochód Formuły 1.

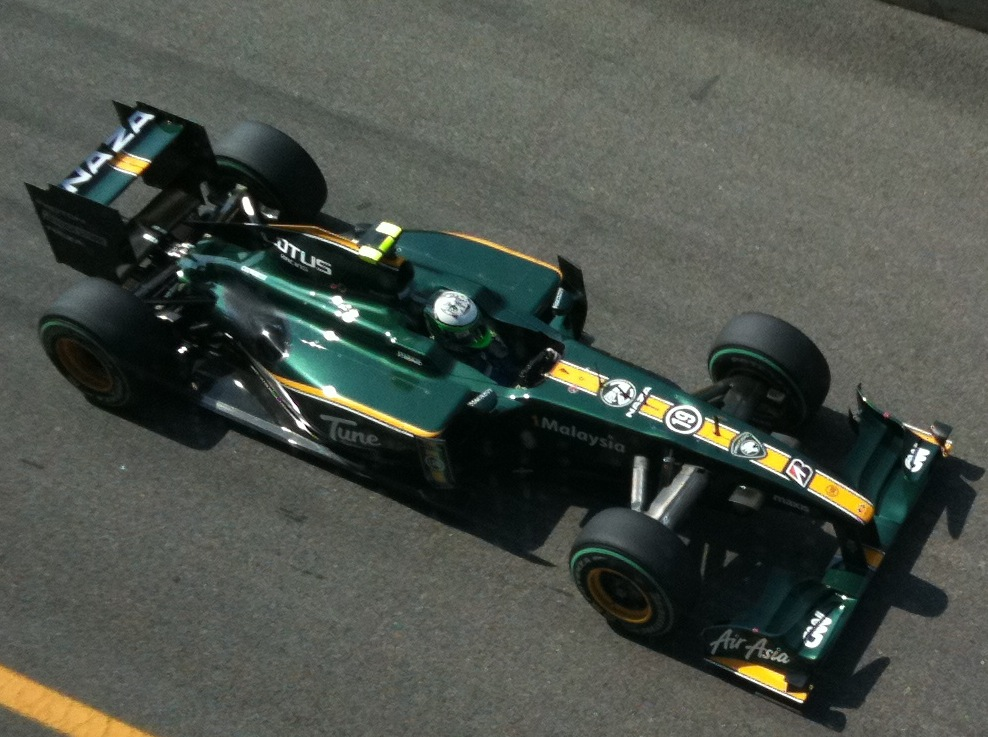
Heikki Kovalainen podczas Grand Prix Włoch

Po przejechaniu trzech okrążeń Q1 Force India VJM03 Vitantonio Liuzziego uległ awarii. W tej sytuacji Jarno Trulli ukończył kwalifikacje na osiemnastym miejscu (1:25,540), a Heikki Kovalainen – na dziewiętnastym. Ponadto Witalij Pietrow otrzymał karę obniżenia pozycji startowej o pięć miejsc za przyblokowanie Glocka w Q1, przez co obaj kierowcy Lotusa startowali jedną pozycję wyżej. Na starcie Trulli awansował o jedno miejsce, natomiast Kovalainen został wyprzedzony przez obu kierowców Virgin. W trakcie wyścigu w samochodzie Trullego przestał działać drugi bieg, ale Włoch kontynuował jazdę. Na 47 okrążeniu Włoch wycofał się z wyścigu z powodu awarii skrzyni biegów. Kovalainen finiszował na osiemnastym miejscu, a wyprzedził go między innymi Timo Glock. Po wyścigu Fin powiedział, że nie zdołał wyprzedzić Niemca, ponieważ samochód nie osiągał wystarczających prędkości na prostych.
W trakcie Grand Prix Singapuru, w pierwszym treningu, Lotusa T127 poprowadził Fairuz Fauzy. W kwalifikacjach Kovalainen z czasem 1:50,915 był dziewiętnasty, natomiast Trulli uzyskał dwudzieste pierwsze miejsce, uzyskując 1:51,641. Kovalainena poprzedzał Glock, a Trullego – di Grassi. Na skutek problemów na starcie Jaime Alguersuariego (który musiał z powodu wycieków wody startować z alei serwisowej) oraz kolizji Vitantonio Liuzziego i Nicka Heidfelda po pierwszym okrążeniu Kovalainen jechał na szesnastej pozycji, a Trulli na siedemnastej; kierowcy Lotusa wyprzedzili obu zawodników Virgin. Na 27 okrążeniu Trulli z powodu problemów z T127 zjechał do garażu, gdzie przez kilka minut dokonywano napraw. Włoch wrócił do wyścigu. Na 28 okrążeniu Trulli wycofał się z wyścigu z powodu awarii układu hydraulicznego. Na 59 okrążeniu Kovalainen zderzył się z Sébastienem Buemim, co wznieciło ogień we wlocie powietrza i spowodowało pożar samochodu. Kovalainen nie chciał stwarzać niebezpieczeństwa, przez co jechał płonącym samochodem aż do prostej startowej. Na prostej startowej zatrzymał się, pożyczył gaśnicę od pracownika Williamsa i sam ugasił samochód. Fin został sklasyfikowany na szesnastym miejscu. Moment ugaszenia pożaru Lotusa T127 przez Kovalainena został wybrany przez „Autosport” jako Moment Roku.
Kwalifikacje do Grand Prix Japonii Trulli zakończył z czasem 1:35,346 (19 miejsce), a Kovalainen – z czasem 1:35,464 (20 pozycja). Na pierwszym okrążeniu doszło do kolizji czterech kierowców. Z tego powodu Kovalainen awansował o cztery miejsca, natomiast Trulli – o sześć. Jednakże już okrążenie później Trulli zjechał na pit-stop, ponieważ na torze znalazł się samochód bezpieczeństwa. Po wyjeździe Trulli utknął za Sakonem Yamamoto, ale na czternastym okrążeniu zdołał go wyprzedzić. Na 35 okrążeniu na swój pit-stop zjechał Kovalainen, a na tor wyjechał tuż przed Trullim. Pod koniec wyścigu Trulli miał problemy z układem hydraulicznym, ale zdołał finiszować bez straty pozycij. Wyścig ukończyło szesnastu kierowców; Kovalainen był dwunasty, dublując trzynastego Trullego.
W kwalifikacjach do Grand Prix Korei Południowej Jarno Trulli uzyskał 1:40,521, przez co zakończył Q1 na dziewiętnastym miejscu. Najlepszy czas Kovalainena wynosił 1:41,768, przez co Fin był dwudziesty pierwszy. Kara przesunięcia o pięć pól startowych, nałożona na Witalija Pietrowa, spowodowała, że Trulli startował z 18 miejsca. Z powodu opadów deszczu wyścig rozpoczął się za samochodem bezpieczeństwa, a po trzech okrążeniach został przerwany na 50 minut. Po wznowieniu wyścigu samochód bezpieczeństwa zjechał po 16 okrążeniach. Po zjeździe samochodu bezpieczeństwa, na pierwszym zakręcie toru obróciło pojazd Trullego, który jednak powrócił do rywalizacji. Włoch spadł jednak na 23 miejsce. Na dziewiętnastym okrążeniu Mark Webber zderzył się z Nico Rosbergiem, po czym na tor ponownie wyjechał samochód bezpieczeństwa. Po zjeździe samochodu bezpieczeństwa doszło do kolizji w szóstym zakręcie toru, a uczestniczyli w niej Jarno Trulli i Bruno Senna. Na skutek tej kolizji z samochodu Włocha odpadł przedni spojler i Włoch zjechał na pit-stop. Na 26 okrążeniu Trulli zakończył rywalizację z powodu awarii układu hydraulicznego. Na trzydziestym okrążeniu Kovalainen zderzył się z Buemim, a jego bolid się obrócił. Ponadto w trakcie wyścigu na Fina nałożono karę Drive Through (przejazdu przez aleję serwisową) za przekroczenie dozwolonej prędkości w alei serwisowej. Kovalainen ukończył wyścig jako trzynasty.
Sesję kwalifikacyjną do Grand Prix Brazylii Trulli i Kovalainen ukończyli za Glockiem, odpowiednio na 20 (1:22,250) i 21 (1:22,378) miejscu. Z uwagi na to, że na Adriana Sutila nałożono karę przesunięcia o pięć miejsc na starcie, każdy z kierowców Lotus Racing startował pozycję wyżej. Ponadto identyczna kara została nałożona na Sébastiena Buemiego, przez co Trulli startował z 18 pozycji. Na starcie wyścigu Kovalainen wyprzedził Trullego i Glocka. W trakcie wyścigu Trulli doświadczył problemów z układem hydraulicznym, ale zostały one wyeliminowane. Kovalainen ukończył wyścig na osiemnastym miejscu, a Trulli finiszował tuż za nim.

Praca wykonana. Kiedy rozpoczynaliśmy ten projekt, naszym głównym celem było zostanie najlepszym z nowych zespołów. Kiedy pomyślisz, jak późno nasze zgłoszenie zostało potwierdzone, to zauważysz, że musiało to być spore wyzwanie, jednak dokonaliśmy tego. Tony, Din i Nasa dostali od nas dziesiąte miejsce i to sprawia, że jestem bardzo dumny z całego zespołu.

W pierwszej sesji treningowej do ostatniej eliminacji sezonu, Grand Prix Abu Zabi, Fauzy zastąpił Kovalainena. Kwalifikacje Jarno Trulli ukończył z czasem 1:43,516 i dziewiętnastym miejscem, a Kovalainen z rezultatem 1:43,712 i dwudziestą pozycją. Na starcie wyścigu Trulli został wyprzedzony przez Kovalainena, po czym do 27 okrążenia podążał za Finem. Trulli miał problemy z przednim spojlerem, po czym na 52 okrążeniu w jego samochodzie złamał się tylny spojler i Włoch wycofał się z wyścigu. Trulli został jednak sklasyfikowany na 21 miejscu. Kovalainen natomiast finiszował jako siedemnasty.
Lotus ukończył sezon 2010 na dziesiątej pozycji w klasyfikacji generalnej konstruktorów, najlepiej ze wszystkich konstruktorów, ale malezyjski zespół nie uzyskał ani punktu. W klasyfikacji kierowców Kovalainen był dwudziesty, a Trulli – dwudziesty pierwszy. Przed sezonem Mike Gascoyne wyjaśnił jednak, że zajęcie dziesiątego miejsca w klasyfikacji konstruktorów zaowocuje znacznymi zyskami finansowymi wynikającymi z porozumienia Concorde.
Po zakończeniu sezonu w Abu Zabi odbyły się testy dla młodych kierowców. Zawodnikami Lotusa byli kierowcy Serii GP2, Władimir Arabadżiew i Rodolfo González. W pierwszym dniu testów uczestniczył Gonzalez. Wenezuelczyk przejechał 83 okrążenia i był trzynasty – przedostatni, a jego najlepszy czas wynosił 1:44,924, tj. o 5,308 sekundy gorzej od pierwszego Daniela Ricciardo i o 4,515 sekundy lepiej od ostatniego Rio Haryanto. Drugiego dnia Gonzalez przejechał 41 okrążeń (czas 1:44,312, o 6,210 sekundy gorszy od pierwszego Ricciardo), a Arabadżijew – 49 okrążeń (czas 1:45,723).
Następcą modelu T127 był Lotus T128 (początkowo Lotus TL11), wyposażony w silniki Renault i skrzynie biegów Red Bull. Samochód nie osiągał jednak znacznie lepszych wyników od swojego poprzednika, a Lotus sezon 2011 ponownie zakończył bez punktu, na dziesiątym miejscu w klasyfikacji konstruktorów.

## Pokazy

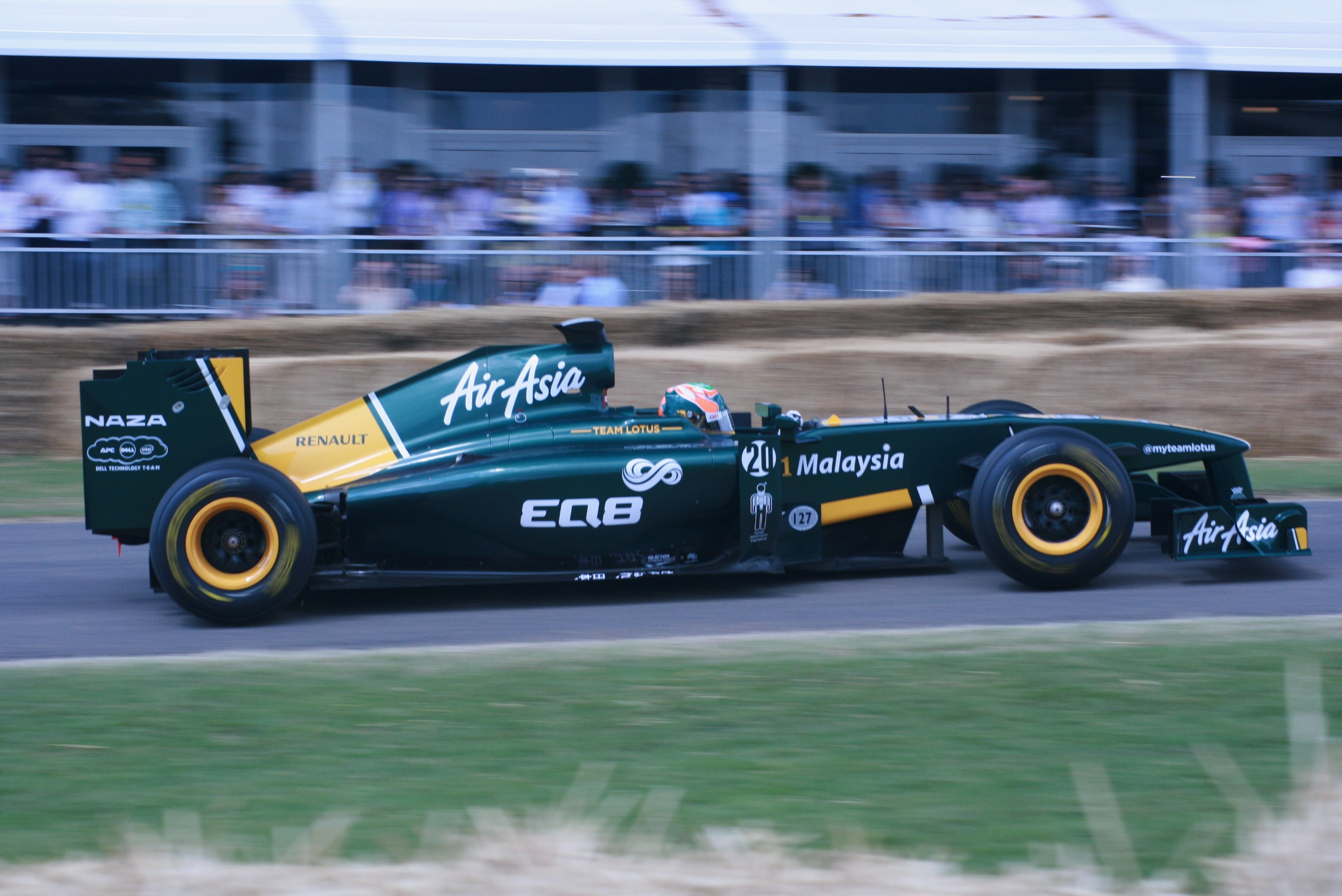
Karun Chandhok w Lotusie T127 na Festiwalu w Goodwood w 2011 roku

Lotus wybudował cztery egzemplarze samochodu.
Po sezonie 2010 Lotus T127 kilkakrotnie brał udział w różnych pokazach.
Latem 2011 roku model został zaprezentowany na Festiwalu w Goodwood, gdzie prowadzili go ówcześni kierowcy testowi Lotusa, Karun Chandhok i Luiz Razia. Na festiwalu tym pokazano również takie samochody, jak Penske PC23, Lotus 38, Lola T90, Williams FW15C, March 711, McLaren MP4/1, Mercedes W165, Renault RS01 oraz kilka samochodów Formuły 1 z sezonów 2009 i 2010.
Samochód zaprezentowano również podczas imprezy Moscow City Racing w Moskwie – prowadził go Chandhok.
W czerwcu 2012 roku Giedo van der Garde prowadził model T127 podczas imprezy Bavaria City Racing w Dublinie. W lipcu tego samego roku po raz drugi Lotus T127 wystąpił na Festiwalu w Goodwood; prowadził go van der Garde

## Wyniki w Formule 1
| Legenda oznaczeń w tabelach wyników Wyświetl szablon na nowej stronie | Legenda oznaczeń w tabelach wyników Wyświetl szablon na nowej stronie                                                                     |
| Oznaczenie                                                            | Wyjaśnienie |
| --------------------------------------------------------------------- | --- |
| Złoty                                                                 | Zwycięzca lub mistrzostwo |
| Srebrny                                                               | 2. miejsce lub wicemistrzostwo |
| Brązowy                                                               | 3. miejsce lub II wicemistrzostwo |
| Zielony                                                               | Ukończył, punktował (w klasyfikacji generalnej, gdy zdobył co najmniej jeden punkt na przestrzeni sezonu, poza trzema powyższymi opcjami) |
| Niebieski                                                             | Ukończył, nie punktował (w klasyfikacji generalnej, gdy nie zdobył co najmniej jednego punktu na przestrzeni sezonu)                      |
| Czerwony                                                              | Nie zakwalifikował się (NZ) |
| Czerwony                                                              | Nie prekwalifikował się (NPK) |
| Różowy                                                                | Nie ukończył (NU) |
| Różowy                                                                | Niesklasyfikowany (NS) (w klasyfikacji generalnej, gdy nie został sklasyfikowany w żadnym wyścigu sezonu)                                 |
| Czarny                                                                | Zdyskwalifikowany (DK) |
| Czarny                                                                | Wykluczony (WYK/EX) |
| Biały                                                                 | Nie wystartował (NW) |
| Biały                                                                 | Kontuzjowany (K/INJ) |
| Biały                                                                 | Wyścig odwołany (OD/C) |
| Bez koloru                                                            | Został wycofany (WYC/WD) |
| Bez koloru                                                            | Nie przybył (NP/DNA) |
| Bez koloru                                                            | Nie brał udziału w treningach (NT/DNP) |
| Bez koloru                                                            | Nie został zgłoszony (–) |
| Pogrubienie                                                           | Start z pole position |
| Kursywa                                                               | Najszybsze okrążenie wyścigu |
| †                                                                     | Nie ukończył, ale jego rezultat został zaliczony ze względu na przejechanie więcej niż 90% dystansu wyścigu.                              |
| *                                                                     | Sezon w trakcie |
| 1/2/3                                                                 | Punktowana pozycja w sprincie |
| Lista systemów punktacji Formuły 1                                    | |

| Sezon | Zespół       | Silnik   | Kierowcy          | Wyniki w poszczególnych eliminacjach | Wyniki w poszczególnych eliminacjach | Wyniki w poszczególnych eliminacjach | Wyniki w poszczególnych eliminacjach | Wyniki w poszczególnych eliminacjach | Wyniki w poszczególnych eliminacjach | Wyniki w poszczególnych eliminacjach | Wyniki w poszczególnych eliminacjach | Wyniki w poszczególnych eliminacjach | Wyniki w poszczególnych eliminacjach | Wyniki w poszczególnych eliminacjach | Wyniki w poszczególnych eliminacjach | Wyniki w poszczególnych eliminacjach | Wyniki w poszczególnych eliminacjach | Wyniki w poszczególnych eliminacjach | Wyniki w poszczególnych eliminacjach | Wyniki w poszczególnych eliminacjach | Wyniki w poszczególnych eliminacjach | Wyniki w poszczególnych eliminacjach | Wyniki kierowców | Wyniki kierowców | Wyniki konstruktora | Wyniki konstruktora |
| Sezon | Zespół       | Silnik   | Kierowcy          | BHR                                  | AUS                                  | MYS                                  | CHN                                  | ESP                                  | MCO                                  | TUR                                  | CAN                                  | EUR                                  | GBR                                  | DEU                                  | HUN                                  | BEL                                  | ITA                                  | SGP                                  | JPN                                  | KOR                                  | BRA                                  | ABU                                  | Punkty           | Pozycja          | Punkty              | Pozycja             |
| ----- | ------------ | -------- | ----------------- | ------------------------------------ | ------------------------------------ | ------------------------------------ | ------------------------------------ | ------------------------------------ | ------------------------------------ | ------------------------------------ | ------------------------------------ | ------------------------------------ | ------------------------------------ | ------------------------------------ | ------------------------------------ | ------------------------------------ | ------------------------------------ | ------------------------------------ | ------------------------------------ | ------------------------------------ | ------------------------------------ | ------------------------------------ | ---------------- | ---------------- | ------------------- | ------------------- |
| 2010  | Lotus Racing | Cosworth | Jarno Trulli      | 17†                                  | NW                                   | 17                                   | NU                                   | 17                                   | 15†                                  | NU                                   | NU                                   | 21                                   | 16                                   | NU                                   | 15                                   | 19                                   | NU                                   | NU                                   | 13                                   | NU                                   | 19                                   | 21                                   | 0                | 21               | 0                   | 10                  |
| 2010  | Lotus Racing | Cosworth | Heikki Kovalainen | 15                                   | 13                                   | NS                                   | 14                                   | NW                                   | NU                                   | NU                                   | 16                                   | NU                                   | 17                                   | NU                                   | 14                                   | 16                                   | 18                                   | 16†                                  | 12                                   | 13                                   | 18                                   | 17                                   | 0                | 20               | 0                   | 10                  |